# 劉玢
南漢殤帝劉玢（920年—943年），原名劉弘度，五代時期南漢君主，是南漢建立者劉龑之第三子，原封賓王，後改封秦王。

## 生平
南漢大有十五年（942年），南漢高祖劉龑病重，原以劉弘度及晉王劉弘熙驕傲放縱，因此欲立幼子越王劉弘昌，為臣下所力諫，乃打消此意。不久，劉龑病逝，劉弘度遂繼位为帝，改名劉玢，並改年號光天。
同年，循州（今廣東龍川）變民共推縣吏張遇賢為主，稱中天八國王，改元永樂，一時間南漢的東方州縣多被張遇賢所攻陷。
劉玢驕傲奢侈，荒淫無度。劉龑還在停靈的時條，就肆無忌憚地奏樂飲酒；夜晚則穿著黑色的喪服外出與娼妓混在一起；又命男女赤身裸體供其觀賞；政事廢弛，因此民變愈演愈烈。而左右有忤逆其意者動輒被處死，以致於除了劉弘昌及內常侍吳懷恩外，沒有人敢勸諫，而受勸諫後又不聽。劉玢亦猜忌諸弟及官員，所以叫宦官把守宮門，進宮時要將衣服脫掉檢查，才可以入內，劉弘熙遂生政變之意。
因為知道劉玢喜歡角力，所以南漢光天二年（943年），劉弘熙命陳道庠找來力士數人並告知劉玢，劉玢聽到後大為高興，即與諸王於長春宮聚會飲宴，並觀賞角力。當晚宴會結束，劉玢大醉，劉弘熙於是命力士抓住劉玢，摧擊其前胸斃命。劉玢死後，被諡殤帝。